# Noreay Ramathuppdey
Noreay Reachea Ier fut roi du royaume du Cambodge de 1462 à 1468 sous les noms de règne de Narayanaraja Ier et Soriyopor II ou Soriyopear II. 

## Biographie
Fils aîné et successeur de Ponhea Yat il s'efforce de poursuivre l'œuvre de restauration de son père. Toutefois des dissentiments au sein de la famille royale laissent présager les désordres qui éclateront lors de l'avènement de son successeur. Comme son père il est en relation avec la cour de Chine où il est connu sous le nom de « P'ing-ya »
Noreay Reachea  meurt de maladie après un règne de six années.

## Postérité
Noreay Reachea est considéré comme le père de 
- Soriyoteï II[1].

## Sources
- Chroniques Royales du Cambodge de 1417 à 1595 éditées par l'École française d'Extrême-Orient, Paris 1988  (ISBN 2855395372).
- Achille Dauphin-Meunier Histoire du Cambodge Presses universitaires de France, Paris 1968 Que sais-je ? n° 916.